# Don't Metal with Evil
Don't Metal with Evil es el álbum debut de la banda de Heavy Metal, Halloween. Lanzado en 1985, fue registrado desde 1983 hasta 1985 en Detroit. El álbum fue relanzado en Killer Metal Records en vinilo LP y CD con diferentes pistas.

Lista de pistas
Todas las pistas escritas por Víspera salvo que se indique.
| N.º | Título                  | Duración |
| --- | ----------------------- | -------- |
| 1.  | "Busted"                | 3:11     |
| 2.  | "Scared to Death"       | 2:37     |
| 3.  | "Justice for All"       | 3:08     |
| 4.  | "Trick or Treat"        | 3:11     |
| 5.  | "The Wicked Witch"      | 2:52     |
| 6.  | "Don't Metal with Evil" | 3:02     |
| 7.  | "What a Nice Place"     | 2:59     |
| 8.  | "Haunted"               | 3:51     |
| 9.  | "She's a Teazer"        | 3:52     |
| 10. | "Tales from the Crypt"  | 3:19     |
| 11. | "To Fight the Beast"    | 3:30     |

```
Pistas los extras en 2008 alemán re-lanzamiento
```

Versión CD
| No. | Título         | Duración |
| --- | -------------- | -------- |
| 12. | "I Confess"    | Ejemplo  |
| 13. | "Vicious Lies" | Ejemplo  |
| 14. | "Evil Nation"  | Ejemplo  |

Las pistas extras de la versión CD fueron liberados originalmente en demo Vicious (1990).
Vinilo Re-lanzamiento.
| N.º | Título                         | Duración |
| --- | ------------------------------ | -------- |
| 12. | The Right to Rock" (Live)      | Ejemplo  |
| 13. | "Bitten by Fear" (Live)        | Ejemplo  |
| 14. | "Don't Metal With Evil" (Live) | Ejemplo  |
| 15. | "Trick or Treat" (Live)        | Ejemplo  |

Todos los temas en directo se registraron a Harpos Concert Theatre el 2 de agosto de 1985
```
Personas
```

- Brian Thomas: Voz
- Rick Craig: Guitarra solista
- George Neal: Guitarra baja
- Bill Whyte: Batería

- Datos: Q5291828